# Десета флотила МАС
Десета флотила МАС (итал. Decima Flottiglia MAS) била је специјална јединица италијанске морнарице, те је била позната по акцијама саботаже током Другог светског рата. Након капитулације Италије 1943. реорганизована је па је један део ратовао на страни Савезника.
Име и симболе преузео је Јинијо Валеријо Боргезе, већ у прошлости виши официр јединице, како би реорганизовао војну јединицу која би ратовала под заставом фашистичке Италијанске Социјалне Републике. Две народне године пружала је отпор Савезницима уз немачке снаге у Италији, те у борбама против италијанских партизана, када и врши много злочина против човечности.
Због тих злочина сматра се да је та јединица била једна од најнемилосрднијих током рата, слично и као немачки СС.

## Списак савезничких бродова које је уништила Десета флотила МАС
| датум          | место        | брод |
| -------------- | ------------ | --- |
| Март 1941      | Залив Суда   | - Крстарица Јорк - Танкер Pericles - Танкер (непознато) - Пароброд(непознато)                                               |
| Септембар 1941 | Гибралтар    | - Танкер Denby Dale - Танкер Fiona Shell - Motorship Durham                                                                 |
| Децембар 1941  | Александрија | - Бојни брод Краљица Елизабета - Бојни брод Валијант - Танкер Сагона - Разарач Jervis                                       |
| Јун 1942       | Севастопољ   | - Руски војни транспортер - Руски мали брод - Две руске подморнице                                                          |
| Јул 1942       | Гибралтар    | - Steamship Meta - Steamship Empire Snipe - Steamship Shuma - Steamship Baron Dougla                                        |
| Август 1942    | Ел Даба      | - Разарач Eridge |
| September 1942 | Gibraltar    | - Steamship Raven's Point                                                                                                   |
| Децембар 1942  | Алжир        | - Steamship Ocean Vanquisher - Steamship Berta - Steamship Armattan - Танкер Empire Centaur - Military Transport N.59 (U.S) |
| Мај 1943       | Гибралтар    | - Steamship Pat Harrison (U.S) - Steamship Mahsud - Steamship Camerata                                                      |
| Јул 1943       | Alexandrata  | - Motorship Orion (Грчки)                                                                                                   |
| Јул 1943       | Мерсина      | - Motorship Kaituna |
| Август 1943    | Alexandretta | - Motorship Fernplant (Норвешки)                                                                                            |
| август 1943    | Гибралтар    | - Steamship Harrison Gray Otis (U.S) - Steamship Stanridge - Танкер Thorshovdi (Norwegian)                                  |